# Microrregión del Sertón de Cratéus
La microrregión de los Sertones de Cratéus es una de las microrregiones del estado brasileño del Ceará perteneciente a la mesorregión Sertones Cearenses. Su población fue estimada en 2005 por el IBGE en 240.013 habitantes y está dividida en nueve municipios. Posee un área total de 12.831,035 km².

## Municipios
- Ararendá
- Crateús
- Independência
- Ipaporanga
- Monsenhor Tabosa
- Nova Russas
- Novo Oriente
- Quiterianópolis
- Tamboril

- Datos: Q2539711